# 你已失去我
你已失去我是美國歌手克莉絲汀·阿奎萊拉的歌曲，收錄在她於2010年發行的第六張錄音室專輯《超·未·來》。歌曲由阿奎萊拉、希雅，以及歌曲的製作人薩繆爾·迪臣共同創作。歌曲於2010年6月25日作為《超·未·來》的第三首單曲由RCA唱片發行。這是一首慢板谣曲，歌詞談及一位讓阿奎萊拉的世界「感染」的不忠男人。
你已失去我獲得音樂評論家整體正面的評價，包括認為這是專輯其中一首突出的歌曲，以及讚賞阿奎萊拉在歌曲的聲樂。然而歌曲在全球範圍未能取得商業成功，在美國《告示牌》榜外單曲榜最高僅登上第20位，但獲得了舞曲夜店歌曲榜的冠軍。歌曲亦在比利時與以色列取得普通的商業成功，均打進當地單曲榜前20位。
歌曲的音樂錄影帶由安東尼·曼德勒執導拍攝。錄影帶獲得評論家的正面評價，包括認為這是她在《超·未·來》主打單曲激情變身夜的錄影帶後的回歸。阿奎萊拉在多個電視節目上演唱過歌曲，包括《今天》、《大卫·莱特曼晚间秀》，以及《早间秀》。

## 背景與發行
2008年8月，澳洲創作歌手希雅確認自己將會參與阿奎萊拉下一張專輯數首谣曲的創作。阿奎萊拉談及二人的合作：「我絕對是希拉的歌迷。我很激動原來她也想跟我共事，而她也反過來是我的歌迷」。在接受《告示牌》的採訪時，希雅表示：「她（阿奎萊拉）對於自己能跟喜愛的藝人共事感覺非常興奮。她帶給別人自己是來自中美洲的錯覺。但她有點文藝。你去到她的家，坐著火爐旁拿起酒杯，然後想一下音響裡正播放甚麼？刀子與亞瑟·羅素。她沒有在聽流行音樂」。
她們為《超·未·來》的標準版創作出三首歌曲，包括你已失去我。歌曲被阿奎萊拉形容為「專輯的心臟」。根據《先驅太陽報》，阿奎萊拉希望跟富勒在專輯合作更多歌曲。你已失去我在2010年6月22日獲確認作為《超·未·來》的第三首美國單曲兼第二首國際單曲，而我討厭男生則作為第二首澳洲單曲發行。單曲的封面於三天後在她的官方網站上公開。RCA唱片在2010年6月27日將歌曲派往美國當代流行電台正式發行。歌曲的電台重混版其後在2010年7月於7digital商店上作全球發行。收錄歌曲各種重混版的兩張迷你專輯其後於同年由RCA唱片發行。

## 詞曲
你已失去我由阿奎萊拉、富勒與歌曲的製作人薩繆爾·迪臣共同創作。這是一首總長度4分17秒的谣曲。你已失去我以A小調創作，速度則為每分鐘50拍。阿奎萊拉在歌曲的音域從最低的E♭3到最高的E5。阿奎萊拉在主歌裡使用花腔演唱。歌曲主要使用的乐器為钢琴與弦樂器。《村聲》的欣肖·德魯稱歌曲為「專輯裡的非超未來時刻」。
你已失去我的歌詞主要講述一個使阿奎萊拉的世界「感染」的「不忠」男人。AOL電台的阿馬爾·圖爾指歌詞的內容「完美捕捉年輕戀人其中一段必須體驗的最困難經歷」。歌曲以「憂鬱的管弦樂風格」鋼琴聲開始，其後阿奎萊拉唱出「結束了，那些無法逃脫的證據／我們失去一切，愛也不見了」。在副歌的部分，她唱出「我感覺我們的世界都被感染了／不知道怎麼搞得，你離開我忽略我」。在歌曲的結尾，阿奎萊拉「痛苦」與「淨化」的聲音「戲劇性般漸強」。《纽约时报》的喬恩·帕雷萊斯形容阿奎萊拉在歌曲中「幾乎不能」忍住淚水。《村聲》的樂評家德魯·欣肖則認為阿奎萊拉「比起對於他所做過的，更加為他所失去的而感到惱怒」。

## 專業評價
你已失去我獲得音樂評論家的整體正面評價。《娱乐周刊》的利亞·格林布拉特指出富勒在你已失去我、我需要的一切與我是這些「惹人愛」的謠曲的努力，使阿奎萊拉成為「煙霧彌漫而有如費歐娜·艾波風格的火炬歌手」。她亦將歌曲視為「她（阿奎萊拉）做過最華麗的作品之一」。《今日美國》的艾莉莎·加德納特別指出歌曲為專輯中最突出的謠曲之一。《影音俱樂部》的吉納維芙·科斯基表示你已失去我是「最適合」阿奎萊拉的謠曲類型。《西北先驅報》的梅斯芬·費卡杜認為這是一首能夠展現「這天后強勁的聲音」的「感性」歌曲，而《村聲》的德魯·欣肖則覺得你已失去我是《超·未·來》裡最脆弱的歌曲。《娛樂焦點》的蓋瑞·詹姆斯以「極妙」形容歌曲，並指由阿奎萊拉唱出令人印象深刻。
《musicOMH》的邁克爾·克拉格希雅參與創作的謠曲使《超·未·來》成為「阿奎萊拉首張專輯沒有因被她唱遍音階上所有音符的傾向而被毀掉的謠曲」。她亦將你已失去我跟阿奎萊拉2002年的熱門歌曲美麗的作比較。數碼間諜的編輯羅伯特·科斯佩從滿分五星中給予歌曲三星評價，讚賞她在歌曲裡的聲樂，但認為歌曲不如她在傷害與我的母親中來得真摯。音樂電視網的薩姆·蘭斯基則給予你已失去我負評，認為這是一首「催人落淚」的歌曲。《告示牌》的格倫·羅利在2020年給予《超·未·來》回顧樂評時，讚賞你已失去我為一首「高昂而有時被忽視的謠曲」。《Gay Times》的丹尼爾·梅加里給予歌曲正面評價，形容它為「一首關於不忠的華麗而令人心碎的謠曲，並展現出阿奎萊拉傳奇的聲音柔和的一面」。娛樂網站《Tan's Topic》以「傑作」形容歌曲，並推薦海克斯·赫克托與麥克·奎爾的官方重混版。《態度》的阿利姆·謝雷以「內省、美麗，以及令人情緒化」形容歌曲。

## 商業成績
在美國，你已失去我於2010年6月20日當週空降並最高登上《告示牌》榜外單曲榜第20位，成為阿奎萊拉第一首未能打進《告示牌》百強單曲榜的美國單曲。歌曲在舞曲夜店歌曲榜取得成功，登上了榜單的冠軍。
在英國，你已失去我成為阿奎萊拉當時排名最低的單曲，最高僅登上英國單曲排行榜第153位。歌曲亦最高登上斯洛伐克單曲榜第78位，以及荷蘭單曲榜第79位。歌曲在比利時的商業成績比較成功，最高登上瓦隆Ultratop榜第19位。

## 音樂錄影帶
你已失去我的音樂錄影帶由安東尼·曼德勒執導拍攝 。根據阿奎萊拉的說法，這是一部「除去舞台效果」的錄影帶。她亦表示錄影帶使用了超過200磅的木炭製作 。在製作錄影帶期間，阿在萊拉表示；「很重要的是我演繹出歌曲裡真實情感的純粹，而沒有添加任何戲劇效果」。2010年7月22日，歌曲的音樂錄影帶在阿奎萊拉的VEVO頻道上公開。在正式公開的兩天前，音樂錄影帶的片段率先供公開觀看。根據《告示牌》的莫妮卡·埃雷拉，歌曲的音樂錄影帶與《超·未·來》主打單曲激情變身夜截然不同，而MTV Buzzworthy的克里斯·瑞恩則以「反璞歸真」形容作品。
阿奎萊拉在錄影帶中以草莓金髮造型示人。錄影帶以槍管的近鏡開始。其後阿奎萊拉走進「空無一人」的房間裡，並在這個佈滿木炭的房間躺下流淚。而她的睫毛膏亦隨著淚水滑在臉上。在接著的場景，阿奎萊拉和一個被認為是她戀人的壯碩半裸男子爭鬥，男子嘗試拉起阿奎萊拉卻被她推開。錄影帶的最後為阿奎萊拉在一個類似《全面啟動》裡的夢幻世界脫下自己的衣服，並從身穿黑色的衣服轉為白色。你已失去我的錄影帶獲得評論家的正面評價，《Latina》的編輯瑪麗埃拉·羅薩里奧與英國雜誌《OK!》均指出錄影帶為《超·未·來》主打單曲激情變身夜的錄影帶後的回歸。《告示牌》的莫妮卡·埃雷拉亦認為錄影帶為「阿奎萊拉的回歸本質」。《娛樂週刊》的布拉德·韋特認為你已失去我的錄影帶「有些優良的素材」。MTV Buzzworthy的克里斯·瑞恩亦有類似評價，認為這是阿奎萊拉最好的錄影帶之一。
2020年5月，名為「#為超·未·來平反」的活動在社交媒體展開，讓歌曲的音樂錄影帶登上多國iTunes百強榜的第1位，當中包括巴西、法國、菲律賓、英國，以及美國。

## 現場表演
阿奎萊拉在《美國偶像》第九季於2010年5月26日播映的最後一集上首次現場演唱你已失去我。在前六強的女性選手聯合演唱阿奎萊拉美麗的和愛的鬥士後，舞台的燈光變暗然後阿奎萊拉上台演唱歌曲。她穿著「端莊的黑色套裝」，而頭髮則向後捲起。2010年6月8日，阿奎萊拉登上《今天》並演唱你已失去我、愛的鬥士、超·未·來、激情變身夜，以及美麗的。根據《音樂電視網新聞》的詹姆斯·丁的說法，你已失去我的表演帶給整場演出「微妙而溫柔的氛圍」，而歌曲的表演並未有在電視上播映。
她在2010年6月10日登上《大卫·莱特曼晚间秀》再次演唱歌曲，並以「受1950年代影響的髮型」、紅唇、「鑽石緊身褲」，以及白色「閃光風格鏤空襯衫」與「紅色閃亮細高跟鞋」造型亮相。她在翌日登上《早间秀》宣傳即將發行的專輯《超·未·來》，並演唱激情變身夜、愛的鬥士、你已失去我，以及瓶中精靈和少女情懷的組曲。她其後登上2010年6月13日播映的《VH1 Storytellers》再次演唱歌曲。

## 歌曲列表
| - 線上下載 – 重混單曲 1. "You Lost Me" (Radio Remix) – 4:19 - CD、線上下載 – 迷你專輯 1. "You Lost Me" (Radio Remix) – 4:19 2. "You Lost Me" (Hex Hector/Mac Quayle Remix Radio Edit) – 3:38 | - 線上下載 – 重混迷你專輯 1. "You Lost Me" (Radio Remix) – 4:19 2. "You Lost Me" (Hex Hector/Mac Quayle Remix Radio Edit) – 3:37 3. "Not Myself Tonight" (Laidback Lude Radio Edit) – 3:39 4. "You Lost Me" (music video) – 4:25 |

## 製作名單
錄製
- 錄製及聲樂錄製於比佛利山加利福尼亞州的紅唇之房

人員名單
| - 克莉絲汀·阿奎萊拉 – 聲樂、詞曲創作 - 希雅·富勒 – 詞曲創作、聲樂製作 - 薩繆爾·迪臣 – 詞曲創作、錄製、钢琴 - 吉米·賀加斯– 錄製、原聲吉他 | - 菲利克斯·布洛克森 – 鼓樂、打击乐器 - 奧利弗·克勞斯 – 錄製、編曲、弦樂器 - 卡梅倫·克雷格 – 錄製 - 奧斯卡·拉米雷斯 – 聲樂錄製 |

資料來自《超·未·來》的專輯內頁。

## 銷售榜單
| 週榜單（2010年）                   | 最高 位置 |
| ---------------------------------- | --------- |
| 比利時瓦隆（Ultratip五十強單曲榜） | 19        |
| 保加利亞（PROPHON）                | 32        |
| 全球舞曲榜（《告示牌》）           | 25        |
| 以色列（媒体森林）                 | 10        |
| 荷兰（百强单曲榜）                 | 79        |
| 羅馬尼亞（羅馬尼亞百強單曲榜）     | 81        |
| 斯洛伐克（電台百強單曲榜）         | 78        |
| 南韓（加翁）                       | 43        |
| 英國（官方榜單公司單曲榜）         | 153       |
| 美國（《告示牌》榜外單曲榜）       | 20        |
| 美國（《告示牌》成人當代單曲榜）   | 28        |
| 美國（《告示牌》Dance Club Songs） | 1         |

## 發行歷史
| 地區   | 日期          | 版本   | 形式                 | 廠牌 | 來源   |
| ------ | ------------- | ------ | -------------------- | ---- | ------ |
| 俄羅斯 | 2010年6月25日 | 原版   | 當代流行電台         | 索尼 | [ 68 ] |
| 美國   | 2010年6月27日 | 原版   | 當代流行電台         | RCA  | [ 10 ] |
| 比利時 | 2010年7月2日  | 重混版 | 線上下載             | 索尼 | [ 69 ] |
| 意大利 | 2010年7月2日  | 重混版 | 線上下載             | 索尼 | [ 70 ] |
| 荷蘭   | 2010年7月2日  | 重混版 | 線上下載             | 索尼 | [ 71 ] |
| 芬蘭   | 2010年7月5日  | 重混版 | 線上下載             | 索尼 | [ 72 ] |
| 挪威   | 2010年7月5日  | 重混版 | 線上下載             | 索尼 | [ 73 ] |
| 加拿大 | 2010年7月6日  | 重混版 | 線上下載             | 索尼 | [ 11 ] |
| 西班牙 | 2010年7月6日  | 重混版 | 線上下載             | 索尼 | [ 74 ] |
| 美國   | 2010年7月6日  | 重混版 | 線上下載             | RCA  | [ 11 ] |
| 奧地利 | 2010年7月9日  | 重混版 | 線上下載             | 索尼 | [ 75 ] |
| 德國   | 2010年7月9日  | 重混版 | 線上下載             | 索尼 | [ 76 ] |
| 多國   | 2010年7月30日 | 多版   | 線上下載（迷你專輯） | RCA  | [ 12 ] |
| 瑞典   | 2010年8月20日 | 重混版 | 線上下載             | 索尼 | [ 77 ] |
| 德國   | 2010年9月3日  | 多版   | CD                   | 索尼 | [ 58 ] |
| 英國   | 2010年10月7日 | 多版   | 線上下載（迷你專輯） | RCA  | [ 13 ] |

## 資料來源
1. 1 2 3 4 5  Copsey, Robert. . Digital Spy. Hearst Corporation. 2010-09-01  [2013-09-06]. （原始内容存档于2013-07-03）.
2. ↑  Goodman, Willman. . Spin (Spin Media). 2008-08-04  [2013-09-06]. （原始内容存档于2022-10-03）.
3. 1 2  Adams, Cameron. . Herald Sun（英语：Herald Sun） (The Herald and Weekly Times). 2009-03-12  [2013-09-07]. （原始内容存档于2013-09-07）.
4. ↑  Balls, David. . Digital Spy. Hearst Corporation. 2008-11-10  [2013-09-06]. （原始内容存档于2015-09-24）.
5. ↑  Wood, Mikael. . Billboard (Prometheus Global Media). 2010-05-14  [2013-09-07]. （原始内容存档于2013-09-03）.
6. 1 2 3   (liner notes). Christina Aguilera standard. RCA Records. 2010.
7. ↑  Wood, Mikael. . Billboard. Vol. 112 no. 13 (Prometheus Global Media). 2010-04-03: 16  [2013-09-07].
8. ↑  Copsey, Robert. . Digital Spy. Hearst Corporation. 2010-06-22  [2013-09-06]. （原始内容存档于2015-09-24）.
9. ↑  . Christina Aguilera's official website. 2010-06-25  [2013-09-06]. （原始内容存档于2013-09-21）.
10. 1 2  . Radio & Records（英语：Radio & Records）. VNU Media.   [2013-09-06]. （原始内容存档于2015-01-10）.
11. 1 2 3 4  . 7digital (US).   [2013-09-09]. （原始内容存档于2011-07-22）.
12. 1 2 3  . iTunes Store (NL). Apple Inc.   [2013-09-10]. （原始内容存档于2016-03-05）.
13. 1 2 3  . 7digital (GB).   [2013-09-10]. （原始内容存档于2016-03-07）.
14. ↑  . iTunes Store (US). Apple Inc.   [2013-09-06]. （原始内容存档于2018-04-25）.
15. 1 2 3  . Musicnotes.com. EMI Music Publishing. 2010-06-16  [2013-09-06].
16. 1 2  Koski, Genevieve. . The A.V. Club. The Onion, Inc. 2010-06-15  [2013-09-06]. （原始内容存档于2012-10-11）.
17. 1 2 3  Hinshaw, Drew. . The Village Voice (Village Voice Media). 2010-06-08  [2008-06-10]. （原始内容存档于2012-10-23）.
18. 1 2 3  Toor, Amar. . AOL Radio. AOL. 2010-06-15  [2013-09-08]. （原始内容存档于2015-09-23）.
19. 1 2 3 4 5 6 7 8  Herrera, Monica. . Billboard. Prometheus Global Media. 2010-07-22  [2013-09-07]. （原始内容存档于2013-04-10）.
20. ↑  Pareles, Jon. . The New York Times. 2010-06-07  [2013-09-06]. （原始内容存档于2021-08-13）.
21. ↑  Greenblatt, Leah. . Entertainment Weekly. Time Warner. 2013-09-06  [2010-08-08]. （原始内容存档于2012-10-19）.
22. ↑  Greenblatt, Leah. . Entertainment Weekly. Time Warner. 2011-08-16  [2022-04-18]. （原始内容存档于2020-07-31）.
23. ↑  Gardner, Elysa. . USA Today. Gannett Company. 2010-06-08  [2013-09-07]. （原始内容存档于2012-11-02）.
24. ↑  Fekadu, Mesfin. . Northwest Herald. The Associated Press. 2010-06-11  [2013-09-06]. （原始内容存档于2012-03-22）.
25. ↑  James, Gary. . Entertainment Focus. Piñata Media Limited. 2020-06-03  [2020-06-09]. （原始内容存档于2020-06-09）.
26. 1 2  Cragg, Michael. . musicOMH. 2010-06-07  [2013-09-07]. （原始内容存档于2013-09-07）.
27. ↑  Lansky, Sam. . MTV Buzzworthy. Viacom. 2012-06-07  [2013-09-11]. （原始内容存档于2012-06-11）.
28. ↑  Rowley, Glenn. . Billboard. 2020-06-08  [2020-06-08]. （原始内容存档于2020-06-08）.
29. ↑  Megarry, Daniel. . Gay Times. Gay Times Ltd. 2020-06-04  [2020-06-09]. （原始内容存档于2020-06-09）.
30. ↑  . Tan's Topic. 2021-06-04  [2021-08-11]. （原始内容存档于2021-08-11）.
31. ↑  Kheraj, Alim. . Attitude. Stream Publishing Limited. 2022-01-28  [2022-01-28]. 原始内容存档于2022-01-29.
32. 1 2  . Billboard. Prometheus Global Media. 2010-06-26  [2013-09-08]. （原始内容存档于2012-10-10）.
33. ↑  . Billboard. Prometheus Global Media.   [2013-09-06]. （原始内容存档于2015-06-16）.
34. ↑  . Billboard. Prometheus Global Media.   [2013-09-06]. （原始内容存档于2019-12-03）.
35. ↑  . Zobbel Archive.   [2013-09-08]. （原始内容存档于2016-04-10）.
36. 1 2  . Zobbel Archive.   [2013-09-06]. （原始内容存档于2019-07-07）.
37. ↑  . IFPI Slovak.   [2013-09-08]. （原始内容存档于2013-09-21）.
38. ↑  . Mega Single Top 100. Hung Medien.   [2012-09-08]. （原始内容存档于2012-10-23）.
39. 1 2  . Ultratop. Hung Medien.   [2011-08-10]. （原始内容存档于2022-10-01）.
40. ↑  . Rap-Up. Devin Lazerine.   [2013-09-08]. （原始内容存档于2022-10-06）.
41. 1 2 3  Copsey, Robert. . Digital Spy. Hearst Corporation. 2010-07-09  [2013-09-08]. （原始内容存档于2015-09-24）.
42. 1 2  Lee, Ann. . Metro. Daily Mail and General Trust. 2010-07-20  [2013-09-10]. （原始内容存档于2013-09-10）.
43. 1 2  Ryan, Chris. . MTV Buzzworthy. Viacom. 2010-07-22  [2013-09-08]. （原始内容存档于2010-07-24）.
44. 1 2  Wete, Brad. . Entertainment Weekly. Time Warner. 2010-07-22  [2013-09-08]. （原始内容存档于2014-11-09）.
45. ↑  Rosario, Mariela. . Latina. Lauren Michaels. 2010-07-22  [2013-09-08]. （原始内容存档于2013-03-10）.
46. ↑  Eggenberger, Nicole. . OK!. Northern & Shell. 2010-07-22  [2013-09-08]. （原始内容存档于2010-07-26）.
47. ↑  . iTunes Top 100. 2020-05-12  [2020-05-27]. （原始内容存档于2020-05-12）.
48. ↑  . ChartsMusic. 2020-05-12  [2020-05-27]. （原始内容存档于2020-05-12）.
49. ↑  . iTunes Top 100. 2020-05-11  [2020-05-27]. （原始内容存档于2020-05-11）.
50. ↑  . iTunes Top 100. 2020-05-12  [2020-05-27]. （原始内容存档于2020-05-12）.
51. ↑  . PopVortex. Apple Inc. 2020-05-11  [2020-05-27]. （原始内容存档于2020-05-12）.
52. 1 2  Montgomery, James. . MTV News. Viacom. 2010-05-26  [2013-09-08]. （原始内容存档于2013-11-05）.
53. ↑  Lee, Joyce. . CBS News. CBS. 2010-05-27  [2013-10-23]. （原始内容存档于2011-01-21）.
54. 1 2  Dinh, James. . MTV News. Viacom. 2010-06-08  [2013-09-08]. （原始内容存档于2013-05-26）.
55. ↑  . OK!. Northern & Shell. 2010-06-10  [2013-09-08]. （原始内容存档于2013-06-16）.
56. ↑  . CBS News. CBS. 2010-06-11  [2013-09-08]. （原始内容存档于2022-10-04）.
57. ↑  Bein, Becky. . Idolator. Buzz Media. 2010-06-14  [2013-09-08]. （原始内容存档于2013-11-01）.
58. 1 2  . Amazon.com (DE).   [2013-09-10]. （原始内容存档于2020-06-22）.
59. ↑  . Bulgarian Association of Music Producers (BAMP).   [2022-04-24].
60. ↑  . Billboard.   [2019-11-28]. （原始内容存档于2022-02-19）.
61. ↑  . Media Forest. 2010-07-25  [2020-06-09]. （原始内容存档于2013-09-21）.
62. ↑  "Dutchcharts.nl – Christina Aguilera – You Lost Me". Single Top 100.  （荷蘭語）.
63. ↑  . Romanian Top 100.   [2020-06-09]. （原始内容存档于2023-02-19）.
64. ↑  "ČNS IFPI". Hitparáda – Radio Top 100 Oficiálna. ČNS IFPI. 注：输入201028检索.  （捷克語）.
65. ↑  . Gaon Chart. 2010-07-12  [2013-05-25]. （原始内容存档于2013-11-13）.
66. ↑   "Christina Aguilera Chart History (Adult Contemporary)". Billboard.  （英語）.
67. ↑  "Christina Aguilera Chart History (Dance Club Songs)". Billboard.  （英語）.
68. ↑  . Tophit.   [2021-09-06]. （原始内容存档于2022-10-06）.
69. ↑  . 7digital（英语：7digital） (BE).   [2013-09-09]. （原始内容存档于2012-09-28）.
70. ↑  . 7digital (IT).   [2013-09-09]. （原始内容存档于2012-09-29）.
71. ↑  . 7digital (NL).   [2013-09-09]. （原始内容存档于2012-09-27）.
72. ↑  . 7digital (FI).   [2013-09-09]. （原始内容存档于2012-09-24）.
73. ↑  . 7digital (NO).   [2013-09-09]. （原始内容存档于2012-09-27）.
74. ↑  . 7digital (ES).   [2013-09-09]. （原始内容存档于2013-09-09）.
75. ↑  . 7digital (AT).   [2013-09-09]. （原始内容存档于2013-09-09）.
76. ↑  . 7digital (DE).   [2013-09-09]. （原始内容存档于2013-09-09）.
77. ↑  . 7digital (DE-CH).   [2013-09-10]. （原始内容存档于2012-09-29）.